# Torneio de Ascenso ou Permanência do Campeonato Peruano de Voleibol Feminino de 2019
O Torneio de Ascenso ou Permanência de 2019 será a quarta edição do torneio que reuniu os dois últimos colocados na Campeonato Peruano de Voleibol Feminino de 2018-19 — Série A e os dois qualificados da Liga Nacional Intermediária de 2019, formato de quadrangular, competição organizada pela FPV. 

## Equipes participantes
| Equipe           | Cidade       | Última participação | Temporada 2018/2019 |
| ---------------- | ------------ | ------------------- | ------------------- |
| Túpac Amaru      | Lima         | A1 2018/2019        | 9º                  |
| Universidad SISE | Lima         | A1 2018/2019        | 9º                  |
| Rebaza Acosta    | Callao       | Liga A2 2019        | 1º                  |
| Latino Amisa     | Pueblo Libre | Liga A2 2019        | 2º                  |

## Fase única

### Classificação
- Vitória por 3 sets a 0 ou 3 a 1: 3 pontos para o vencedor;
- Vitória por 3 sets a 2: 2 pontos para o vencedor e 1 ponto para o perdedor.
- Não comparecimento, a equipe perde 2 pontos.
- Em caso de igualdade por pontos, os seguintes critérios servem como desempate: número de vitórias, média de sets e média de pontos.

|  |                               |
|  | Ascendem ou permanecem a LNSV |

|     |                  |     | Jogos | Jogos | Jogos | Resultados | Resultados | Resultados | Resultados | Resultados | Resultados | Sets | Sets | Sets  | Pontos | Pontos | Pontos |
| Pos | Equipe           | Pts | T     | V     | D     | 3–0        | 3–1        | 3–2        | 2–3        | 1–3        | 0–3        | V    | P    | R     | V      | P      | R      |
| --- | ---------------- | --- | ----- | ----- | ----- | ---------- | ---------- | ---------- | ---------- | ---------- | ---------- | ---- | ---- | ----- | ------ | ------ | ------ |
| 1   | Universidad SISE | 8   | 3     | 3     | 0     | 2          | 0          | 1          | 0          | 0          | 0          | 9    | 2    | 4.500 | 0      | 0      | MAX    |
| 2   | Rebaza Acosta    | 5   | 3     | 2     | 1     | 0          | 1          | 1          | 0          | 0          | 1          | 6    | 6    | 1,000 | 0      | 0      | MAX    |
| 3   | Túpac Amaru      | 5   | 3     | 1     | 2     | 1          | 0          | 0          | 2          | 0          | 0          | 7    | 6    | 1.167 | 0      | 0      | MAX    |
| 4   | Latino Amisa     | 0   | 3     | 0     | 3     | 0          | 0          | 0          | 0          | 1          | 2          | 1    | 9    | 0.111 | 0      | 0      | MAX    |

#### Resultados
- Local:Coliseo Niño Héroe Manuel Bonilla

| Data      | Hora  |                  | Placar |                  | Set 1 | Set 2 | Set 3 | Set 4 | Set 5 | Total  | Relatório    |
| --------- | ----- | ---------------- | ------ | ---------------- | ----- | ----- | ----- | ----- | ----- | ------ | ------------ |
| 9 de mar  | 15:00 | Universidad SISE | 3–0    | Rebaza Acosta    | 25–21 | 27–25 | 25–19 |       |       | 77–65  | [ Relatório] |
| 9 de mar  | 17:00 | Túpac Amaru      | 3–0    | Latino Amisa     | 25–22 | 25–23 | 25–18 |       |       | 75–63  | [ Relatório] |
| 13 de mar | 15:00 | Universidad SISE | 3–0    | Latino Amisa     | 25–16 | 25–18 | 25–19 |       |       | 75–53  | Relatório    |
| 13 de mar | 17:00 | Rebaza Acosta    | 3–2    | Túpac Amaru      | 23–25 | 27–25 | 25–16 | 16–25 | 15–7  | 106–98 | Relatório    |
| 16 de mar | 15:00 | Túpac Amaru      | 2–3    | Universidad SISE | –     | –     | –     |       |       | 0–0    | Relatório    |
| 16 de mar | 17:00 | Rebaza Acosta    | 3–1    | Latino Amisa     | –     | –     | –     |       |       | 0–0    | Relatório    |